# 1808 год в науке
В 1808 году были различные научные и технологические события, некоторые из которых представлены ниже.

## События
- Йёнс Якоб Берцелиус стал членом шведской Королевской Академии наук
- Йёнс Якоб Берцелиус впервые употребил термин органическая химия
- Франк, Йозеф основал Институт вакцинации (первое учреждение подобного рода в Европе)
- В Германии создано общество химии.
- Во Франции, в рамках проводившейся Наполеоном I образовательных реформ Первой империи, введена учёная степень агреже[1].
- Бруньятелли начинает издание «Журнала физики, химии и натуральной истории» [2]

### Публикации
- Йёнс Якоб Берцелиус закончил работу над учебником «Лекции по животной химии»
- Джон Дальтон опубликовал «A New System of Chemical Philosophy», объясняющую атомную природу химии и содержащую первый список атомных весов.
- «Récits de voyages». Польский астроном и географ Jean Sniadeck.

## Достижения человечества

### Открытия
- Немецкий математик Карл Фридрих Гаусс нашёл метод определения орбиты, основываясь на трёх наблюдениях. Он также предложил метод наименьших квадратов.
- Сэр Гемфри Дэви выделил барий, кальций, магний и стронций.
- Французскими физиками Ж. Гей-Люссаком и Л. Тенаром впервые получен бор.
- Французский физик Гей-Люссак сформулировал закон соответствующих объёмов.
- Французский физик Малюс открыл явление поляризации света отражением
- Немецкий врач Франц Галль основал френологию.
- Ф. Ф. Рейсс, проводя опыты с элементом Вольта, открыл явления электрофорез и электроосмос.

### Изобретения
- Дуговая лампа для освещения (Хемфри Дэви)

## Награды
- Медаль Копли: Уильям Генри

## Родились
- 7 сентября — Вильям Линдлей (William Lindley), английский инженер, создатель первых по времени в Европе устройств для стоков, а также разнообразных сооружений, связанных с водоснабжением (прачечные, бани для беднейшего населения, каналы, и газопроводов; умер в 1900).
- 6 ноября — Фридрих Рихлот[англ.], немецкий математик (умер в 1875).